# Пранди, Элоим
Элоим Пранди (фр. Elohim Prandi; род. 24 августа 1998, Истр) — французский гандболист, выступает за гандбольный клуб «Пари Сен-Жермен» и сборную Франции по гандболу. Призёр чемпионатов мира 2023 и 2025 годов, чемпион Европы 2024 года. Участник летних Олимпийских игр 2024 года.

## Карьера

### Клубная
Элохим Пранди играл в молодежном дивизионе с 2013 года. В марте 2016 года дебютировал за основную мужскую команду «US Ivry HB». С 2017 года выступал за соперника по лиге «USAM Nîmes Gard», с которым вышел в финал Кубка Франции в 2018 году.
В 2020 году перешел в «Пари Сен-Жермен». Выиграл чемпионат Франции в 2021, 2022, 2023 и 2024 годах, а также кубок в 2021 году. В Лиге чемпионов КВЧ занял 3-е место в «Финале четырех» 2020 и 2021 годов.
На церемонии вручения наград EHF Excellence Awards в 2024 году был признан лучшим левым защитником.

### Международная карьера в сборной
Элоим Пранди в составе молодёжных сборных Франции победил на чемпионате Европы среди юношей до 18 лет 2016 года, на чемпионате мира до 19 лет 2017 года и чемпионате мира до 21 года 2019 года.
В основной сборной Франции Пранди дебютировал 24 октября 2019 года в матче против Дании. На чемпионате мира 2023 года выиграл серебряную медаль. На чемпионате Европы 2024 года выиграл золотую медаль, участвовал во всех девяти матчах и забил 22 гола. В полуфинале со Швецией, при счете 26-27, Пранди реализовал прямой бросок по истечении основного времени. Удар, получивший название «Гол века», вызвал протест команды соперника, но был отклонён поскольку судьи не засняли на видео предполагаемую ошибку, гол признали засчитанным.
В августе 2024 года принимал участие в летних Олимпийских играх. Сборная Франции уступила в четвертьфинале сборной Германии в дополнительное время и покинула турнир.
Участвовал в играх чемпионата мира 2025 года и стал в составе своей сборной бронзовым призёром турнира. 